# Fitòlit

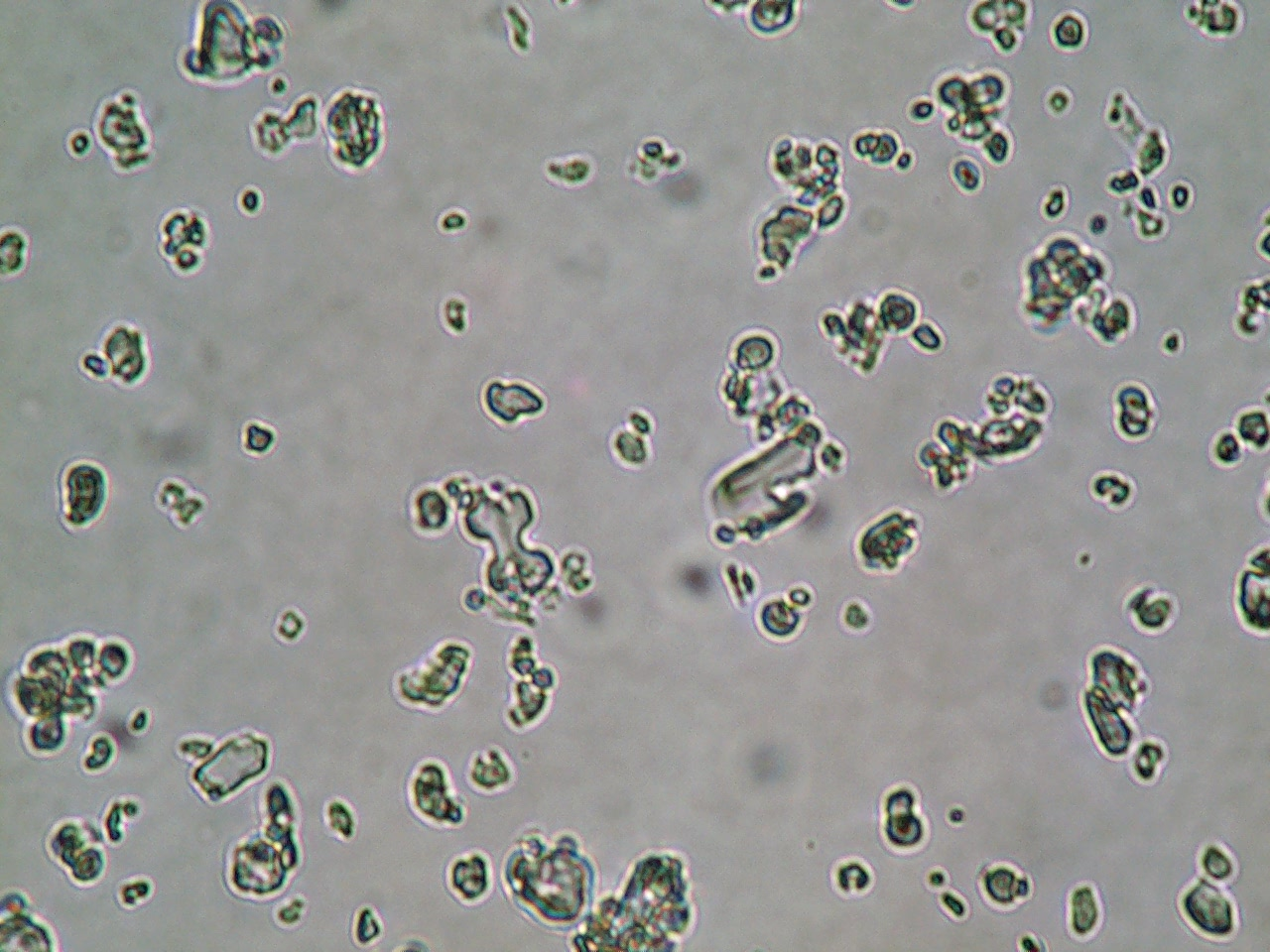
Fitòlits en microscopi

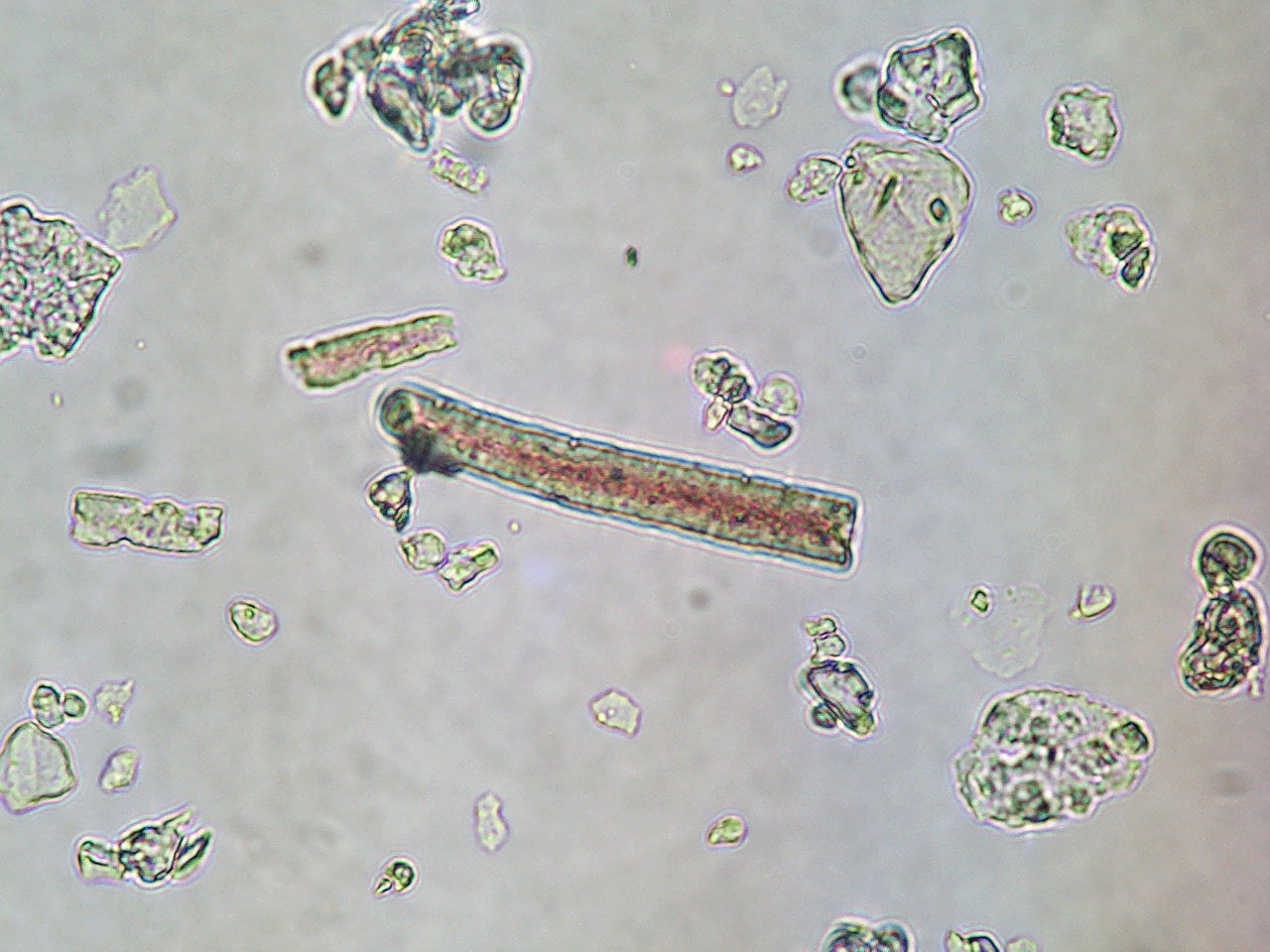
Fitòlits, cèl·lules allargades

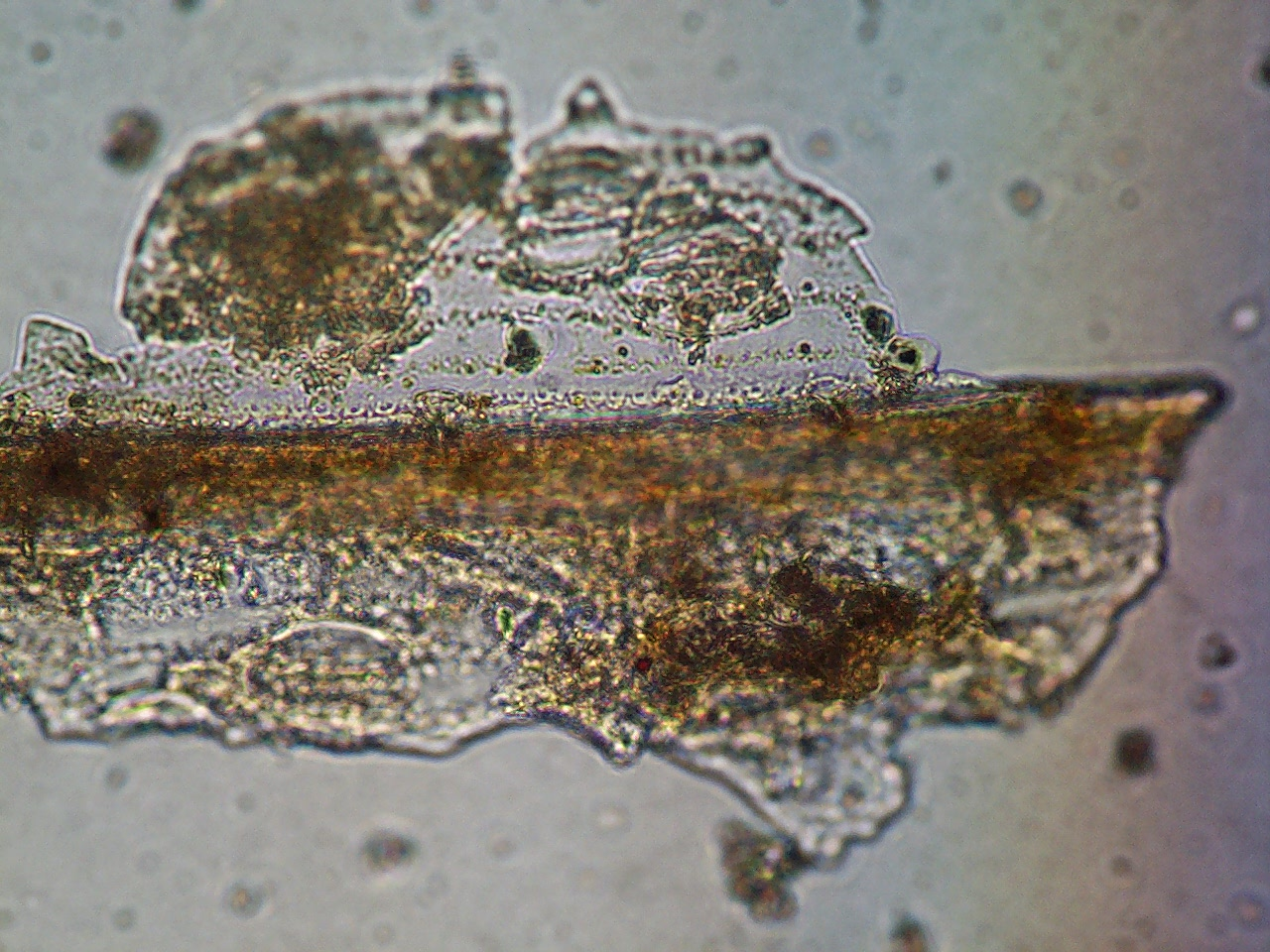
Fitòlits en cèl·lules estomàtiques

Un fitòlit és una partícula microscòpica de sílice amorfa (òpal) que precipita dins els teixits de determinats vegetals.
Les famílies botàniques que formen aquestes precipitacions de sílice són Poaceae, Araceae, Cyperaceae, Pinaceae i Musaceae principalment.
En la família cactàcia es poden formar fitòlits d'oxalat de calci.
Les plantes vives absorbeixen la sílice del sòl i un cop mortes aquestes concrecions passen al sòl.
Es fan servir en arqueologia i geologia principalment
Els fitòlits són extremadament resistents a la descomposició i, per tant, són microfòssils que a vegades permeten saber el tàxon específic de la planta on es van formar i serveixen per conèixer els tipus de plantes que han existit en un lloc determinat en temps passats.
En els excrements fossilitzats dels dinosaures s'han trobat fitòlits d'herbes que han demostrat que les herbes monocotiledònies van aparèixer molt abans del que es pensava.
Per obtenir els fitòlits cal eliminar la matèria orgànica oxidar la mostra i obtenir el residu sec a 500ªC. Posteriorment cal observar la mostra en un microscopi òptic.